# 巴拉尼夫卡區

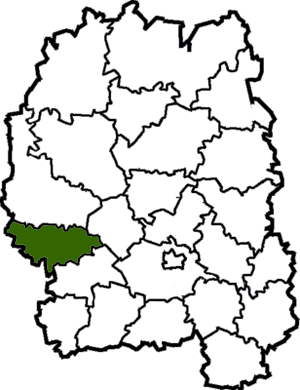
撤销前巴拉尼夫卡區在日托米爾州的位置

巴拉尼夫卡區（烏克蘭語：Баранівський район），曾是烏克蘭的一個區，位於該國北部，由日托米爾州負責管轄，首府設於巴拉尼夫卡，面積1,000平方公里，2013年人口41,445，人口密度每平方公里41.45人。
该区在2020年7月18日的乌克兰行政区划改革中被撤销，改革后日托米爾州下分为4个区。巴拉尼夫卡區合并至茲維亞赫爾區。
50°18′14″N 27°44′45″E / 50.30389°N 27.74583°E